# Stenka (Kampfsport)
Stenka (russisch) ist eine alte russische Kampfkunst. Das Wort steht für Wand, Wall. Der Ausdruck wird geprägt durch den Kampfstil, da die Kämpfer im Team als eine Wand aufeinandertreffen.

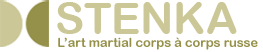
Logo stenka.org bis 2017

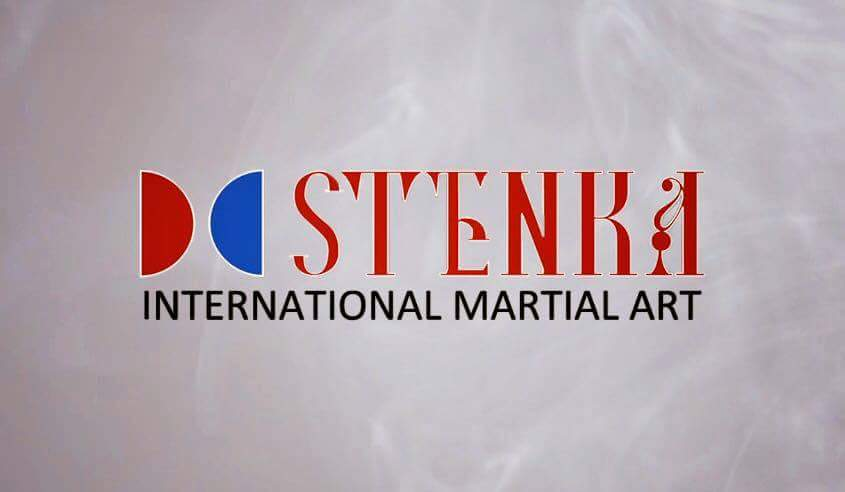
Logo Stenka International Martial Arts

## Ursprung
Stenka ist in seiner Form ein einzigartiges Kampfkunst- und Selbstverteidigungssystem, das in Russland beheimatet ist. Die Wurzeln von Stenka gehen weit über 1000 Jahre zurück und finden sich auf alten russischen Zeichnungen, Skizzen und Gemälden gerade wieder. Stenka ist auch in Zentraleuropa bekannt. Der native russische Volkssport lebte bis in die Neuzeit weiter, wurde aber 1917 nach der Revolution verboten.
Erst im 21. Jahrhundert wurde diese alte Kampfsportart wieder zu neuem Leben erweckt und wird seitdem immer wieder weiterentwickelt und weiterverbreitet. Aktuell findet die Entwicklung von Stenka parallel in 18 Ländern statt, der Hauptsitz der Internationalen Stenka-Föderation befindet sich in Lausanne (Schweiz).

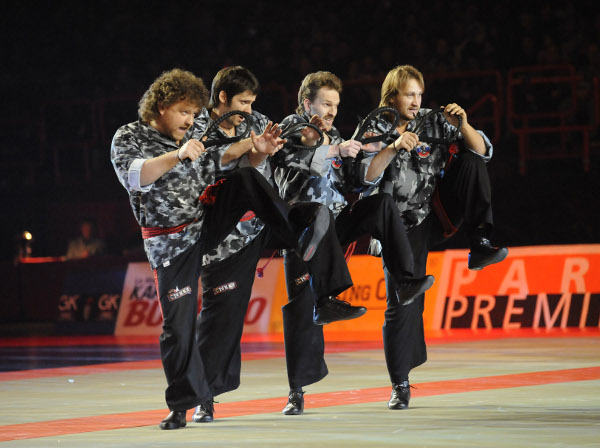
Angriffsformation In 4er-Reihe

Das Hauptmerkmal von Stenka, und gleichzeitig auch der Unterschied zu anderen Kampfsportarten ist, dass im Team gekämpft wird. Jedes Team für sich muss sich immer auf die aktuelle Situation, und auf ihr schwächstes Mitglied konzentrieren, um den Kampf nicht zu verlieren. So findet während des Trainings und während des Kampfes eine ununterbrochene Interaktion der Teamkämpfer statt. Ob ein Team nun verliert oder gewinnt entscheidet sich nicht anhand der Leistung eines einzelnen Kämpfers, sondern ausschließlich an der Gesamtleistung und Aktionen des Teams.

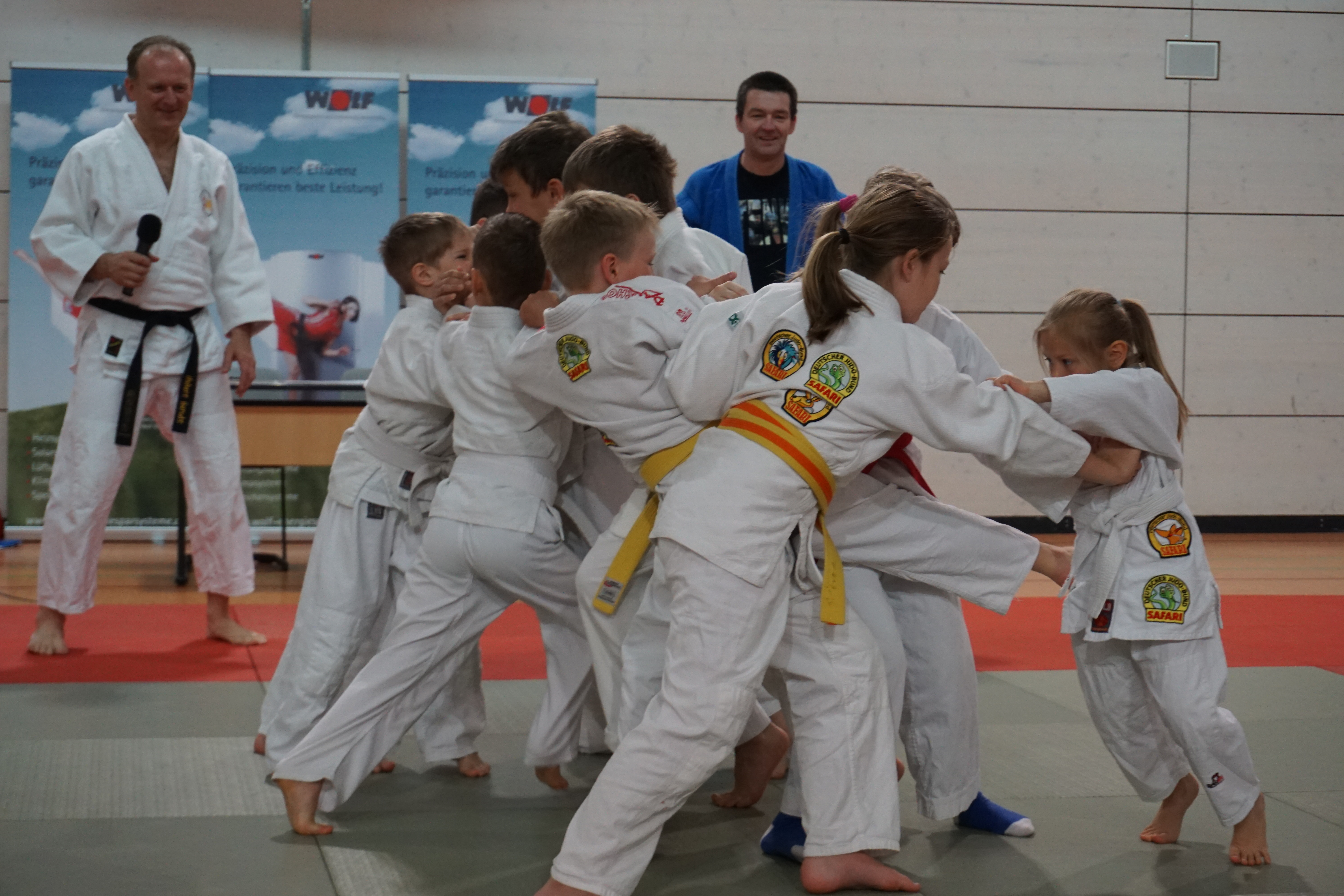
Angriffskampf Stenka

## Wettkampf
Zwei Teams treten in einer eng gefassten Reihe (Stenka = Wand) gegenüber auf. Die Teams bestehen für gewöhnlich aus mindestens 2 Kämpfern, es können je nach räumlichen Gegebenheiten auch Teams mit 20 oder mehr Teilnehmern je Team gebildet werden. In der Grundhaltung verhaken sich die Teilnehmer eines Teams zu einer engen Wand. Hier spielt schon die erste Taktik eine Rolle, wo welche Team-Mitglieder in der entstehenden Kette eingegliedert werden.
Im Grundschritt wird der linke Fuß nach vorne gesetzt, die linke Hand verteidigt das eigene Gesicht. Mit der rechten Hand können Angriffe durchgeführt werden.
Nach einem Startsignal bewegen sich beide Reihen aufeinander zu. Ähnlich den Kampfsportarten Judo/Ju-Jutsu gibt es klare Punkteregeln.
Der Kampf-Durchgang gilt als verloren:
- wenn die eigene Kette durchbrochen wurde
- wenn ein Team-Mitglied den Boden mit Knie oder Händen berührt, oder ganz zu Fall kommt
- wenn ein Team-Mitglied aus dem Ring gedrängt wird und mit einem Fuß den Ring verlässt.

## Verbände
- Stenka International Martial Arts Federation mit Sitz in Lausanne (Schweiz)[5]

## Verbreitung
Mit Stand 2017 ist Stenka in folgenden Ländern verbreitet:
- Russland (auch als Schulsport)[6]
- Japan (auch als Schulsport)[7]
- Kasachstan
- Kirgisistan[8]
- Tadschikistan
- Estland
- Lettland
- Aserbaidschan
- Slowakei
- Frankreich[9]
- Schweiz[10][11]
- Deutschland[12][13][14]

## Aktuelle Geschichte
Am 30. Oktober 2016 fand die erste Weltmeisterschaft im Stenka in Moskau statt. Stenka Bayern und der Deutsche Stenka Bund e. V. wurden 2017 gegründet.